# Zrínyi utca
A budapesti Zrínyi utca a Lipótváros déli részén található és a Széchenyi István tértől a Szent István térig húzódik.

## Története
A reformkorban alakult ki. Kezdetben Szarka utcának (németül Alster Gassénak), 1849-től az 1860-as évekig Haynau utcának hívták. 2007-ben sétálóutcává alakították.

## Épületei

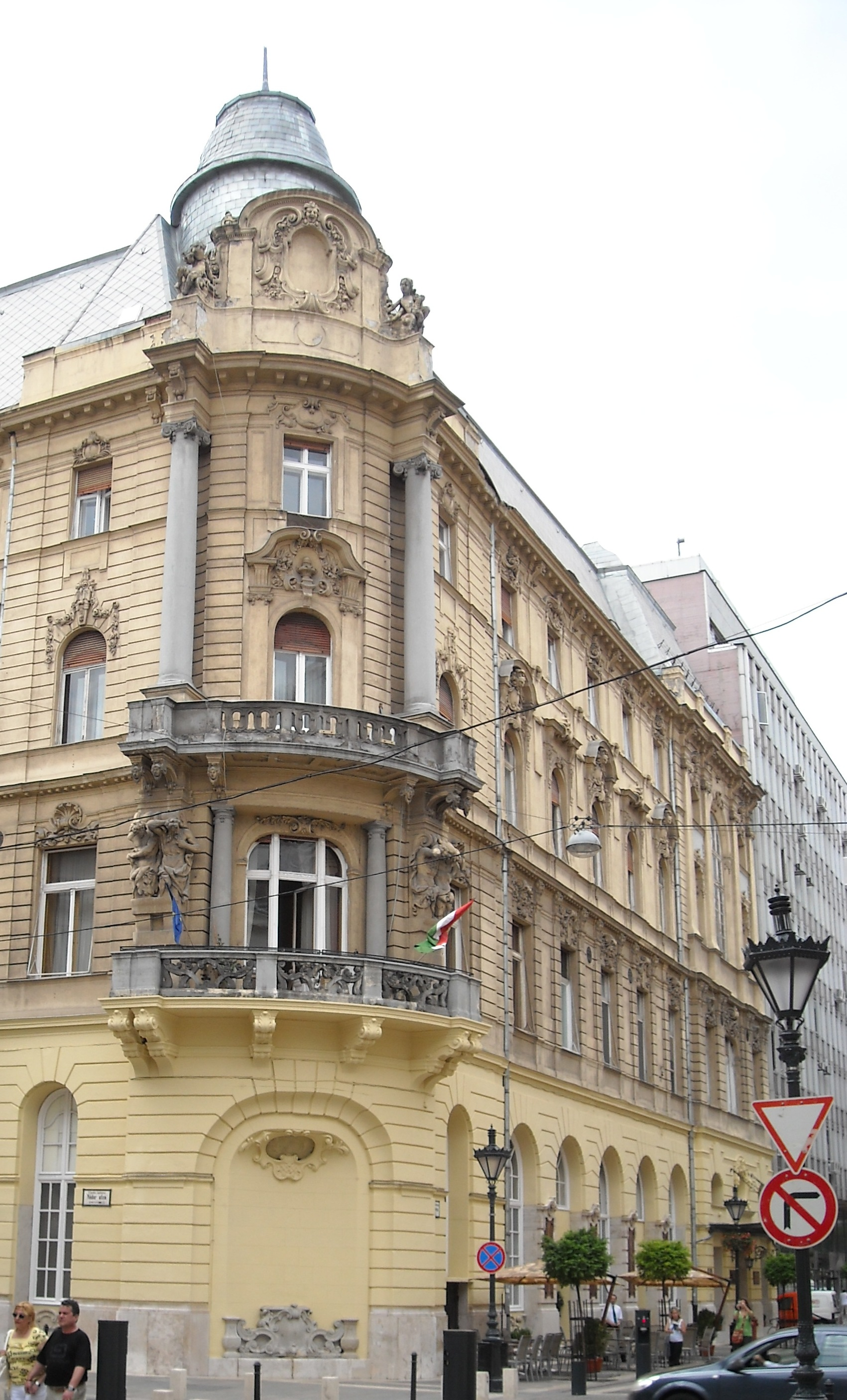
A Duna Palota a Nádor és a Zrínyi utca sarkán

Zrínyi utca 3.
Az Országos Gyógyszerészeti és Élelmezés-egészségügyi Intézet székhelye volt 2022. februárjáig, a belső udvarban egy 1900-as évek előtti épülettel, amelynek homlokzatát alumíniumburkolat fedi.
Zrínyi utca 4.
Épült 1834-ben, Hild József tervei alapján, klasszicista stílusban.
Zrínyi utca 5. (Nádor utca 10.)
Reprezentatív rendezvényközpont Freund Vilmos által tervezett, 1894 és 1897 között felépült neobarokk stílusú épületben.  Ma BM Duna Palota
Zrínyi utca 6. → Nádor utca 12.
Zrínyi utca 7. → Nádor utca 7. – Hanzély-ház
Zrínyi utca 8–10. → Nádor utca 9. – Festetich-palota
Zrínyi utca 9.
Épült 1837-ben, Hild József tervei alapján, klasszicista stílusban. A 19. század második felében homlokzatát eklektikus ízlés szerint átalakították.
Zrínyi utca 12.
Az 1900 körül épült ház pincéjében működik a Polgári Kézműves Színkör.
Zrínyi utca 14.
Épült 1908-ban, Kármán Aladár és Ullmann Gyula tervei alapján, késő eklektikus stílusban.
Az épület lakóház, de benne találhatóak a Közép-európai Egyetem egyes tanszékei és szervezeti egységei is.
Az Október 6. utca sarkán 2008-ban állították fel Illyés András bronzból öntött zsánerszobrát, amely 1909 és 1945 közötti ünneplő egyenruhát viselő, posztoló rendőrt ábrázol.
Zrínyi utca 16.
Épült 1876-ban, Kallina Mór tervei alapján, eklektikus stílusban.
Zrínyi utca 18. (Sas utca 18.)
Épült 1851-ben, Hild József tervei alapján, klasszicista stílusban. 1901-ben késő eklektikus stílusban felújították és egy emeletet ráépítettek.

## Külső hivatkozások
- A Wikimédia Commons tartalmaz Zrínyi utca témájú kategóriát.